# Sap (album)
Sap – drugi minialbum amerykańskiego zespołu muzycznego Alice in Chains, wydany 4 lutego 1992 nakładem wytwórni Columbia. Proces produkcji wykonał Rick Parashar. Niespełna tygodniowa sesja nagraniowa odbyła się w listopadzie 1991 w London Bridge Studio w Seattle w stanie Waszyngton. W trakcie jej trwania muzycy zarejestrowali pięć utworów, będących w głównej mierze autorstwa Jerry’ego Cantrella. Wydanie epki w formacie CD zawiera cztery kompozycje. Piątą z nich – zamykającą zestaw improwizowaną „Love Song” – dodano w postaci bonusu jako ukryty utwór. Sap ukazał się początkowo jedynie w Stanach Zjednoczonych, bez żadnej promocji. W 1994 został wydany w limitowanym nakładzie na podwójnym kolorowym winylu wraz z minialbumem Jar of Flies (1994).
Sap charakteryzuje się akustycznym brzmieniem i melancholijnym nastrojem. W charakterze gościnnym wystąpili na nim zaprzyjaźnieni z zespołem artyści: Ann Wilson, Chris Cornell i Mark Arm. 18 stycznia 1994, przekroczywszy próg 500 tys. sprzedanych egzemplarzy w Stanach Zjednoczonych, uzyskał on od Recording Industry Association of America (RIAA) certyfikat złotej płyty.
W 2020 epka zadebiutowała na 134. miejscu w zestawieniu Billboard 200, po wznowionym wydaniu z okazji Record Store Day.

## Geneza
Po wydaniu debiutanckiego albumu studyjnego Facelift (1990) od 1990 do 1992 zespół intensywnie koncertował w ramach Facelift Tour, występując m.in. w roli supportu przed Extreme, Iggy Popem i Megadeth, oraz biorąc udział w amerykańskiej części trasy Clash of the Titans, poprzedzając koncerty thrashmetalowych zespołów Anthrax, Megadeth i Slayer. 16 sierpnia 1991 grupa zainaugurowała swe uczestnictwo w tournée Van Halen, For Unlawful Carnal Knowledge Tour. W trakcie jego trwania muzycy przystąpili do prac nad materiałem na drugi album studyjny i ścieżką dźwiękową do filmu Samotnicy (1992, reż. Cameron Crowe). Sesja odbyła się w listopadzie w London Bridge Studio w Seattle w stanie Waszyngton, przy współpracy Ricka Parashara, i trwała od dwóch do trzech tygodni. Członkowie zespołu zarejestrowali dziesięć utworów – w tym m.in. promujący wspomniany soundtrack „Would?” – spośród których kilka w odmiennej stylistyce brzmieniowej. Jak wspominał Jerry Cantrell na łamach „Guitar World”: „Gdy przygotowywaliśmy demo na drugą płytę, powstało trochę materiału, który nam się bardzo podobał, lecz nie odzwierciedlał stylu zespołu. Mieliśmy świetną muzykę, którą szkoda było stracić, która pewnie nie trafiłaby na album. Postanowiliśmy wydać EP. Sami to zrobiliśmy, sami wyprodukowaliśmy”.

## Nagrywanie

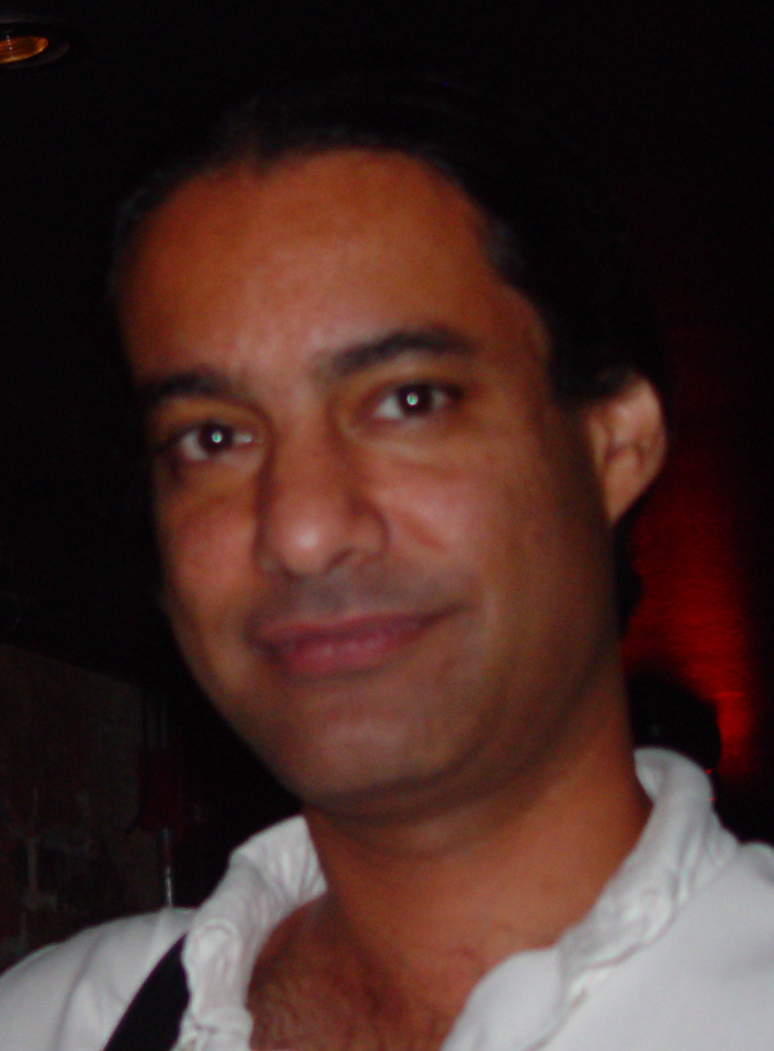
Rick Parashar (na zdj. w 2003), producent minialbumu Sap

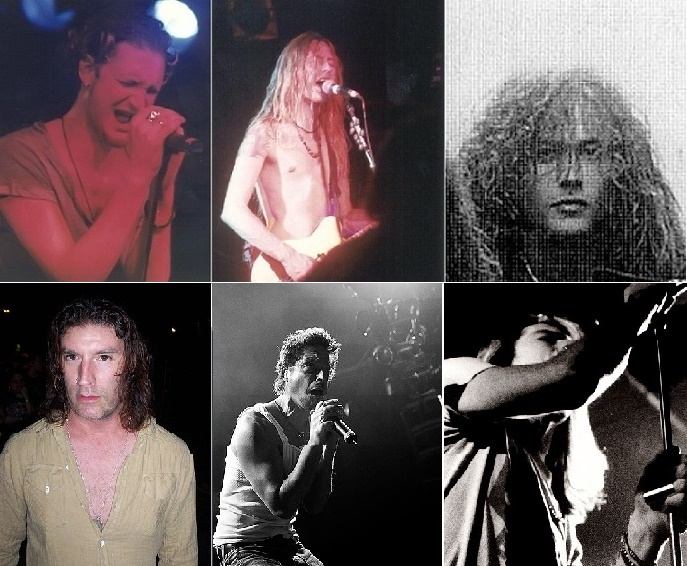
„Right Turn” został nagrany pod szyldem Alice Mudgarden (kolaż zdjęć muzyków wchodzących w skład efemerycznego projektu)

Proces nagrań zainaugurowano 20 listopada 1991. Wyselekcjonowane piosenki zespół zarejestrował pod kierownictwem producenta Ricka Parashara. Podczas sesji do studia zaproszono Ann Wilson z Heart, Chrisa Cornella z Soundgarden oraz Marka Arma, lidera Mudhoney. Cantrell w następujących słowach odnosił się do tego pomysłu: „Gdy skończyliśmy cztery utwory na Sap, siedząc w studiu pewnej nocy powiedziałem, że może ściągnęlibyśmy Ann z Heart do zaśpiewania w kilku piosenkach, i jak się uda to Chrisa oraz kogokolwiek innego, kogo uda nam się znaleźć”.
Ann Wilson zarejestrowała partie wokalu wspierającego w utworach „Brother”, „Am I Inside” i „Love Song”, a Cornell i Arm zaśpiewali z Cantrellem i Layne’em Staleyem w „Right Turn”, kompozycji, którą nagrano pod szyldem Alice Mudgarden (nazwę tę utworzono z kontaminacji Alice in Chains z Mudhoney oraz Soundgarden). Współpracujący ze studiem asystent inżyniera dźwięku Dave Hillis przyznawał, że Arm był zestresowany podczas wspólnej sesji. „Rozmawialiśmy w holu, miał ze sobą sześciopak piwa i zaczął pić jedno z nich. Spytałem czemu jest taki zdenerwowany. Uważał, że jego głos nie będzie pasował do ogólnego klimatu utworu […] Byłem ciekaw jak na tę sytuację zareaguje Rick, który nie miał doświadczenia z muzyką Mudhoney i stylem Marka. Pamiętam, że gdy śpiewał, Rick spojrzał na mnie i powiedział: «to jest świetne»”.
W przeciwieństwie do niepewnego Arma, sytuacja z Cornellem była odwrotna. Pierwotnie chciał zaśpiewać w swoim charakterystycznym, energicznym stylu, lecz producent przekonał go do bardziej powściągliwego występu. Cantrell w trakcie sesji korzystał z gitary klasycznej marki Ovation, pożyczonej od Nancy Wilson.
Sesja przebiegała sprawnie i bez kłopotów, a Parashar utrzymywał żelazną dyscyplinę w studiu, przez co muzycy skupiali się na pracy i nie pozwalali sobie na organizowanie żadnych imprez. Jonathan Plum, inżynier dźwięku w London Bridge Studio, wspominał, że Staley był przyjazny i uprzejmy dla personelu studia, w przeciwieństwie do Cantrella, który, w jego ocenie, skupiał się na swojej pracy. Hills, znający wokalistę od czasów funkcjonowania kompleksu sal prób Music Bank pod koniec lat 80., podkreślał zmianę zachowania Staleya. Jak zaznaczał, był on bardziej cichy i wyobcowany, a czasem na dłużej zamykał się w łazience. Chociaż Plum zaprzeczał jakoby podczas sesji wokalista zażywał narkotyki, Hills stwierdził, że zmiana zachowania mogła być następstwem jego uzależnienia.
Sesja zakończyła się po sześciu dniach, 26 listopada. Proces masteringu wykonał Eddy Schreyer w Future Disc Systems Studio w Hollywood w Kalifornii.

## Analiza

### Muzyka
Minialbum oferuje proste struktury utworów o balladowo-akustycznym brzmieniu i melancholijnym nastroju.
Gillian G. Gaar z „Goldmine” nazwała Sap „objazdem, eksploracją wcześniej nieznanego terytorium”. Jeff Gilbert z „Guitar World” oceniał, że: „praca gitary Cantrella na Sap reprezentuje prywatne przebicia melodyjne, harmonijne i koncepcyjne”. Don Kyle pisał w recenzji dla „Kerrang!”: „Sap otwiera «Brother», surrealistyczny, niejasny wschodni hymn, który oferuje eteryczny, akustyczny riff i wokal wspierający w postaci Ann Wilson z zespołu Heart”. W „Am I Inside” wyróżnił „zapadające w ucho pianino i żałobny wokal” Staleya, które, jego zdaniem, „podnoszą uroczystą pieśń do poziomu mrocznego, krystalicznego piękna”. Mark Cooper z branżowego „Q” oceniał: „Brzdąkanie gitary akustycznej, a nawet flirtowanie z walcowatym bluesem faworyzowanym przez Led Zeppelin lub The Allman Brothers Band, lecz Staley i Cantrell w swych głosach pozostają nieprzejednani, wyrwani wewnętrznie z jelit bólu”.
Kristina Estlund, w recenzji zamieszczonej na łamach „Rock Beat”, podkreślała, że „«Brother» jest połączeniem łagodzących partii wokalnych ze zrelaksowanym, przechodzącym tempem”. Odnosząc się do partii gitar w „Got Me Wrong” stwierdziła, że są „niesamowite”, a na temat „Right Turn” pisała: „Mocny tekst połączony z poważnym nisko-buczącym wokalem Layne’a i potężną instrumentalną partią Cornella”. Brzmienie „Am I Inside” porównywała do amerykańskiego duetu Simon & Garfunkel, podkreślając przy tym psychodeliczną grę fortepianu i gitary. Jordan Babula z „Teraz Rocka” zwracał uwagę na „niechlujne i surowe brzmienie” minialbumu. Odnosząc się do strony muzycznej napisał: „«Got Me Wrong» cechuje akustyczna zwrotka i przesterowane gitary w refrenach”. Z kolei „Am I Inside” przyrównywał do stylu country.
Zamykający zestaw „Love Song” stanowi wspólny żart zespołu, w którym muzycy pozamieniali się instrumentami, a tekst był improwizowany. „Layne grał na perkusji, Sean [Kinney] śpiewał, Jerry i Mike [Starr] pozamieniali się gitarami. To było głupie” – uważał Hillis. Z kolei Cantrell twierdził, że „Love Song” to „najdziwniejsza piosenka, jaką kiedykolwiek nagraliśmy”. Utworu nie wymieniono w spisie.

### Teksty
Warstwa liryczna, napisana w głównej mierze przez Cantrella, skupia się na temacie relacji interpersonalnych, w którym wyczuwalny jest stan melancholii. Otwierający minialbum „Brother” (będący pierwszym utworem w dorobku grupy z wokalem prowadzącym Cantrella) muzyk skomentował w następujących słowach: „Nasza rodzina była rozwiedziona, ja byłem starszym bratem, a pośrodku mieliśmy siostrę Cheri […] kiedy jesteś dzieckiem, nie ma mowy o spędzaniu czasu ze swoim młodszym o cztery lata bratem. Zaopiekujesz się facetem, jeśli ktoś spróbuje skopać mu tyłek, ale poza tym nie chcesz nic wiedzieć. Myślę, że byłem dla niego zbyt surowy, szczególnie bez ojca w pobliżu. David nie miał nikogo, rozdzielił się, by mieszkać z moim tatą i nie widywaliśmy się zbyt wiele przez okres 6 lub 7 lat. Ten utwór opowiada o czasie kiedy byliśmy rozłączeni, podobnie jak «Rooster», który był próbą zbudowania mostu między mną a ojcem”.

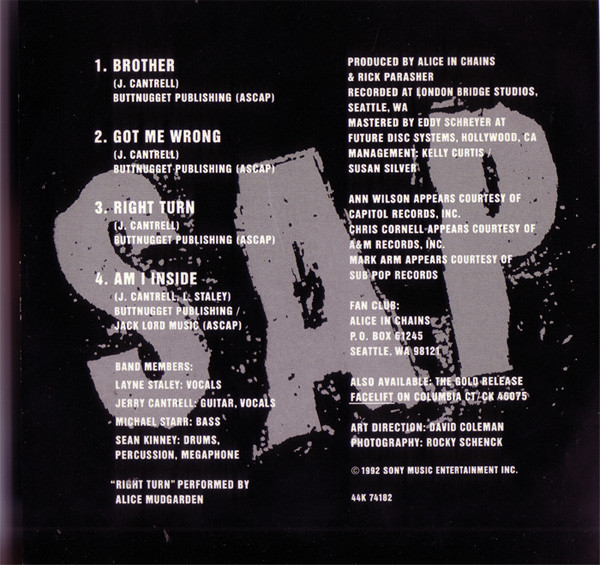
Wkładka ze spisem utworów

Tekst do „Got Me Wrong” koncentruje się na historii mężczyzny i kobiety. Jak wspominał Cantrell: „To o dziewczynie z którą spotykałem się w czasie, gdy zerwałem ze swoją prawdziwą miłością. Wiele razy będziesz musiał komuś powiedzieć, dlaczego nie chcesz być w związku, jakiego rodzaju człowiekiem jesteś. Zostaniesz wysłuchany, jednak będą sądzić, że mogą cię zmienić. O tym właśnie jest ta piosenka, o złym zrozumieniu mnie i różnych sposobach postrzegania siebie przez mężczyzn i kobiety”. Liryka „Am I Inside” – będąca autorstwa Staleya i mająca depresyjny i mroczny charakter – porusza motyw samotności. Ze względu na przygnębiający klimat, Estlund opisała ją jako „ciężką”. Tyler Sage z witryny Ultimate Classic Rock uważał, że przypomina ona „medytację Staleya na temat trudności związanych z depresją i sugeruje głębię emocji, jakie zespół wyzwolił na swoim kolejnym albumie Dirt [1992]”.

## Oprawa graficzna

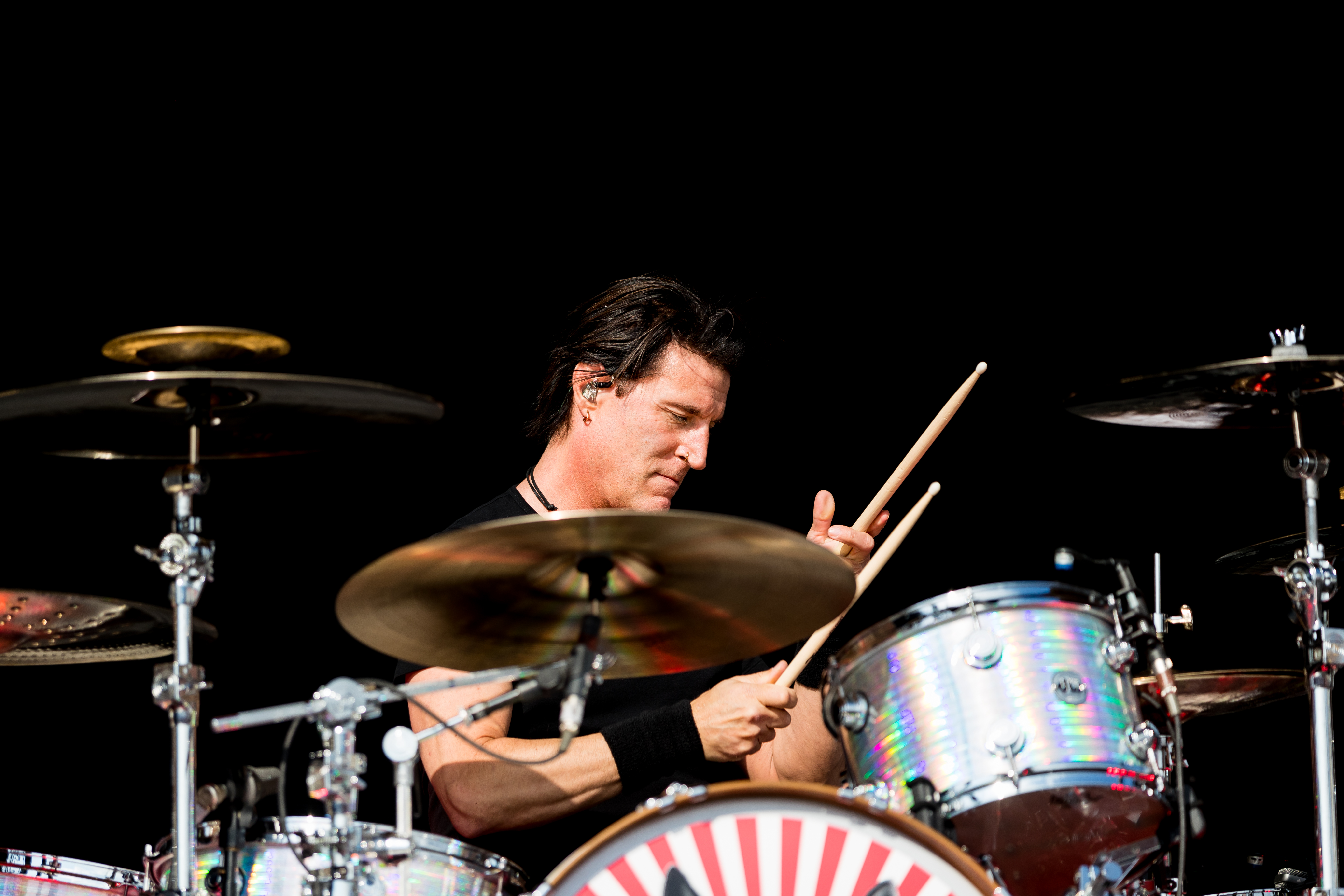
Kinney (na zdj. w 2019), pomysłodawca nagrania epki i projektu okładki

Autorem oprawy graficznej jest David Coleman. Członkowie zespołu skontaktowali się z Rockym Schenckiem, z którym współpracowali przy sesji do Facelift w 1990, by omówić pomysły na okładkę. 22 grudnia Schenck wybrał się razem z asystentem do Griffith Park na wschodnim krańcu gór Santa Monica w Los Angeles w Kalifornii. „Miałem kilka świetnych zdjęć, między innymi czterech wiader zwisających z ogromnego, starego drzewa, które symbolizowałyby każdego z muzyków, ale ostatecznie skończyło się na zdjęciu, gdzie użyliśmy jednego wiadra” – wspominał.
Na początku 1992 Schenck poleciał samolotem do Seattle, gdzie 3 stycznia odbyła się promocyjna sesja zdjęciowa. Wedle słów autora, wiele jego fotografii ze wspomnianej sesji nie opublikowano. Pomysłem muzyków, który wykorzystano na tylnej stronie opakowania płyty, było uwiecznienie ich na zdjęciu, w trakcie gdy oddają mocz na wykonane wcześniej zdjęcia Schencka. Zdaniem fotografa to Kinney obmyślił koncept głównej okładki.
Pomysłodawcą nazwy minialbumu jest Kinney. Cantrell przyznawał na łamach pisma „Guitar World”: „Przyśniło mu się, że zamieściliśmy te piosenki na EP-ce i nazwaliśmy ją Sap. Miał wizję, że mówiliśmy o tym na konferencji prasowej i że płyta cieszyła się powodzeniem. Przysięgam. Następnego dnia spotkaliśmy się i Sean mówi: «chłopaki, miałem sen. Powinniśmy to wydać, żeby się nie zmarnowało». Tak zrobiliśmy. Nagraliśmy całość w cztery czy pięć dni. Trzy z czterech numerów pochodziły ze starszych sesji, wystarczyło je zmiksować”.

## Wydanie
Sap został opublikowany 4 lutego 1992 nakładem wytwórni Columbia, początkowo jedynie na terenie Stanów Zjednoczonych. Cantrell stwierdził, że minialbum wydano bez żadnego rozgłosu i singla, dzięki czemu był znany tylko garstce ludzi z najbliższego otoczenia zespołu. „Nie chcieliśmy żadnej reklamy ani promocji – po prostu umieściliśmy go w sklepach, aby sprawdzić, czy ktoś to kupi” – wspominał. Chris Morris z tygodnika „Billboard” uważał, że głównym celem wydania epki była chęć podtrzymania zainteresowania zespołem pomiędzy ich albumami Facelift (1990) i Dirt (1992) oraz pomoc w przybliżeniu Alice in Chains publiczności spoza kręgu fanów hard rocka. „Zaczęliśmy grać bardziej alternatywnie” – przyznawał Peter Fletcher, starszy dyrektor ds. marketingu w Columbia na zachodnim wybrzeżu.
W wywiadzie dla „Guitar School” Cantrell zaznaczył, że zmiana stylistyki brzmieniowej była zamierzonym zabiegiem. „Staraliśmy się pokazać, że nie jesteśmy tylko zespołem metalowym. Choć gramy metal, to lubimy czasami prezentować też inne gatunki”. Jednocześnie deklarował, że grupa nie zamierza grać na koncertach premierowych utworów. „W żadnym wypadku nie odrzucam tego materiału, ponieważ jest to świetna muzyka – po prostu byłoby dziwnie włączyć ją do jednego z naszych normalnych setów”.
Oprócz standardowego formatu CD, w 1994 Sap ukazał się – w limitowanej ilości 2,5 tys. sztuk – na podwójnym kolorowym winylu wraz z Jar of Flies (1994) (Jar of Flies był na pierwszej i drugiej stronie, Sap na trzeciej, a na czwartej znajdowało się logo zespołu). W Europie Sap i Jar of Flies zostały wydane jako podwójne CD.
Minialbum ponownie wydano 21 marca 1995 na kasecie magnetofonowej, kiedy „Got Me Wrong” wszedł w skład soundtracku do komedii obyczajowej Clerks – Sprzedawcy (1994, reż. Kevin Smith) i został opublikowany na singlu promocyjnym w listopadzie 1994. Zyskał uznanie w rozgłośniach radiowych, stając się przebojem. 14 stycznia 1995 dotarł do 22. miejsca na liście Modern Rock Tracks, opracowywanej przez „Billboard”. 4 marca osiągnął 7. lokatę na innym z notowań „Billboardu” – Album Rock Tracks (po singlach „Rooster” z 1993 i „No Excuses” z 1994, była to w owym czasie najwyższa lokata, na jakiej utwór Alice in Chains uplasował się w notowaniu Album Rock Tracks).
27 listopada 2020 Sap, z okazji Record Store Day, będącego częścią czarnego piątku, ukazał się na 12”-calowej płycie gramofonowej. Na stronie A znajdował się zestaw pięciu utworów, natomiast na stronie B logo zespołu, uzyskane techniką akwaforty.

## Odbiór

### Krytyczny
| AllMusic                      | [ 53 ] |
| Encyclopedia of Popular Music | [ 54 ] |
| „Kerrang!”                    | [ 28 ] |
| Rolling Stone Album Guide     | [ 55 ] |
| Spin Alternative Record Guide | [ 56 ] |
| „Tylko Rock”                  | [ 57 ] |

Recenzując minialbum, Steve Huey napisał za pośrednictwem serwisu AllMusic, że „Sap był sporym odkryciem, zawierającym cztery akustyczne ballady, gdzie brzmienie zespołu poszło w bardziej melancholijnym i łagodniejszym kierunku, stanowiąc tym samym zupełne przeciwieństwo Facelift [1990]”. Podkreślał, że mimo tak melancholijnego brzmienia, utwory wciąż zachowują ponury i przygnębiający nastrój, przez co nawiązują do tych z debiutanckiego wydawnictwa. Huey zwracał też uwagę, że w czterech pierwszych utworach widoczna jest dojrzałość i subtelność, których posępne piękno psuje „Love Song”, nagrany w formie wspólnej zabawy zespołu. Zdaniem recenzenta nie pasuje on do klimatu epki. Don Kyle z brytyjskiego tygodnika „Kerrang!” pisał: „Sap jest lekko ciekawym urozmaiceniem, szansą dla Alice in Chains na dostrzeżenie ich innej osobowości”.  David Sprague i Ira A. Robbins – autorzy książki The Trouser Press Guide to ’90s Rock: The All-new Fifth Edition of the Trouser Press Record Guide (1997), argumentowali, że „pięć nowych piosenek na Sap wzmocniło wysiłek zespołu z przemyślaną prostotą Led Zeppelin”.
Tyler Sage z witryny Ultimate Classic Rock, z okazji 30. rocznicy premiery Sap, pisał: „Epka jest melancholijna i pogrążona w myślach, ale miejscami także pełna nadziei. Jej liryczna głębia przypomina nam, że brzmienie Seattle nie polegało tylko na byciu wściekłym i przeciwstawiającym się wszystkiemu; może również dotyczyć bólu i trudności w życiu codziennym. Innymi słowy, Sap jest krótki i skomplikowany. Podobnie jak sam ruch grunge’owy”.

### Komercyjny
11 grudnia 1993 Sap uplasował się na 9. lokacie duńskiego notowania Nielsen Music Control & IFPI. 18 stycznia 1994 uzyskał on od zrzeszenia amerykańskich wydawców muzyki Recording Industry Association of America (RIAA) certyfikat złotej płyty, po przekroczeniu progu pół miliona sprzedanych kopii w Stanach Zjednoczonych. 30 stycznia, razem z Jar of Flies (1994), zadebiutował na 4. lokacie brytyjskiej listy Official Albums Chart Top 75. 4 lutego, również z Jar of Flies, dotarł do 8. miejsca szwedzkiego notowania Topplistan. Łącznie spędził na wspomnianej liście osiem tygodni. 13 lutego pakiet Jar of Flies/Sap zadebiutował na 2. lokacie australijskiego Top 50 Albums, gdzie był notowany przez dziesięć tygodni.
15 kwietnia 1995 Sap zadebiutował na 29. pozycji w notowaniu „Billboardu” Top Pop Catalog Albums, utrzymując się na nim przez siedem tygodni. Według raportu opublikowanego przez Nielsen SoundScan w Stanach Zjednoczonych uzyskał wolumen sprzedaży w ilości 663 tys. egzemplarzy.
Po wznowionym wydaniu w listopadzie 2020, Sap został odnotowany na kilku notowaniach „Billboardu” – 12 grudnia zadebiutował na 134. miejscu w zestawieniu Billboard 200, na którym utrzymał się przez tydzień. Uplasował się również w pierwszej dziesiątce na listach Top Alternative Albums (9. lokata) i Top Hard Rock Albums (4. miejsce) oraz zajął najwyższą pozycję na Top Tastemaker Albums.

### Zestawienia
| Rok  | Tytuł                                | Publikacja | Pozycja | Źródło |
| ---- | ------------------------------------ | ---------- | ------- | ------ |
| 1994 | „Album roku”                         | „Raw”      | 3       | [ 72 ] |
| 1995 | „90 najważniejszych albumów lat 90.” | „Raw”      |         | [ 72 ] |

## Lista utworów
| Nr | Tytuł utworu               | Autorzy                 | Długość |
| -- | -------------------------- | ----------------------- | ------- |
| 1. | „Brother”                  | Jerry Cantrell          | 4:27    |
| 2. | „Got Me Wrong”             | Cantrell                | 4:12    |
| 3. | „Right Turn”               | Cantrell                | 3:17    |
| 4. | „Am I Inside”              | Layne Staley • Cantrell | 5:09    |
| 5. | „Love Song” (ukryty utwór) | Sean Kinney             | 3:44    |
|    |                            |                         | 20:49   |

## Personel
Opracowano na podstawie materiału źródłowego:
| Alice in Chains - Layne Staley – śpiew (2, 3, 4), perkusja (5) - Jerry Cantrell – śpiew (1, 2, 3), wokal wspierający (2), gitara klasyczna, gitara elektryczna (1, 2), gitara basowa (5) - Mike Starr – gitara basowa, gitara elektryczna (5) - Sean Kinney – perkusja, tamburyn (1, 3, 4), fortepian (4, 5), głos z megafonu (5) Muzycy sesyjni - Ann Wilson – śpiew, wokal wspierający (1, 4, 5) - Chris Cornell – śpiew (3) - Mark Arm – śpiew (3) | Produkcja - Producent muzyczny: Rick Parashar - Inżynier dźwięku: Jonathan Plum, asystent: Dave Hillis - Mastering: Eddy Schreyer w Future Disc Systems Studio, Hollywood Oprawa graficzna - Dyrektor artystyczny: David Coleman - Zdjęcia: Rocky Schenck Management - Zarządzanie: Kelly Curtis, Susan Silver |

## Pozycje na listach i certyfikaty
| Lista (1993)                                         | Pozycja |
| ---------------------------------------------------- | ------- |
| Nielsen Music Control & IFPI (Dania)                 | 6       |
| Lista (1994)                                         | Pozycja |
| Official Albums Chart Top 75 (Wielka Brytania)       | 4       |
| Top 50 Albums (Australia)                            | 2       |
| Topplistan (Szwecja)                                 | 8       |
| Lista (1995)                                         | Pozycja |
| Top Pop Catalog Albums (Stany Zjednoczone)           | 29      |
| Lista (2020)                                         | Pozycja |
| Billboard 200 (Stany Zjednoczone)                    | 134     |
| Billboard Top Alternative Albums (Stany Zjednoczone) | 9       |
| Billboard Top Hard Rock Albums (Stany Zjednoczone)   | 4       |
| Billboard Top Rock Albums (Stany Zjednoczone)        | 20      |
| Billboard Top Tastemaker Albums (Stany Zjednoczone)  | 1       |

| Rok  | Utwór          | Najwyższa pozycja     | Najwyższa pozycja      |
| Rok  | Utwór          | USA Album Rock Tracks | USA Modern Rock Tracks |
| ---- | -------------- | --------------------- | ---------------------- |
| 1994 | „Got Me Wrong” | 7                     | 22                     |

| Państwo                  | Certyfikat  | Sprzedaż |
| ------------------------ | ----------- | -------- |
| Stany Zjednoczone (RIAA) | złota płyta | 663 000+ |